# Beiden
Beiden is een lied van de Nederlandse rapper en producer Esko en de Nederlands-Afghaanse zangeres Madina. Het werd in 2022 als single uitgebracht.

## Achtergrond
Beiden is geschreven door Thijs van Egmond, Stacey Walroud en Madina Aghamir en geproduceerd door Thez. Het is een nummer dat past in het genre nederhop met effecten uit de pop rap. In het lied rappen en zingen de artiesten over kapotlopende relatie waarbij vanuit beide kanten de een naar de ander wijst als reden dat de relatie niet goed gaat. 

## Hitnoteringen
De artiesten hadden bescheiden succes met het lied in Nederland. Het stond op de 61e plaats van de Single Top 100 in de enige week dat het in deze hitlijst te vinden was. De Top 40 en haar Tipparade werden niet bereikt.